# Pawieł Szuwałow

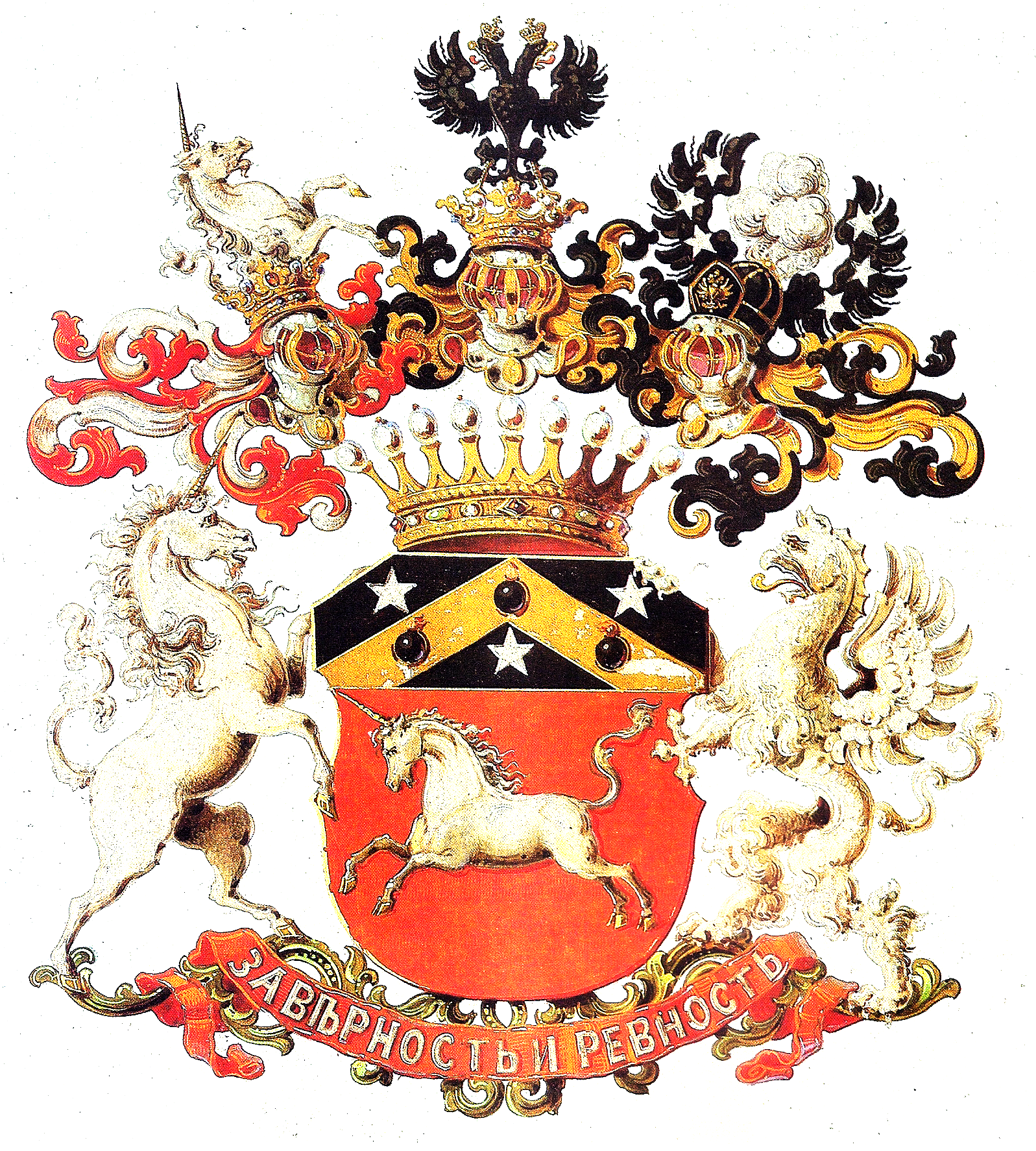
Herb hr. Szuwałowa

Pawieł Andriejewicz Szuwałow (ros. Павел Андреевич Шувалов; ur. 25 listopada 1830 w Lipsku, zm. 20 kwietnia 1908 w Jałcie) – hrabia, rosyjski polityk i dyplomata, generał-gubernator warszawski od grudnia 1894 do 12 grudnia 1896.
Był bratem Piotra Szuwałowa. Od 1848 służył w armii (m.in. w Korpusie Paziów), w 1849 brał udział w pochodzie granicznym na Węgry podczas interwencji wojsk rosyjskich pomagających rządowym siłom austriackim stłumić powstanie na Węgrzech. W lipcu 1854 mianowany adiutantem księcia Mikołaja Mikołajewicza starszego, brał udział w wojnie krymskiej, m.in. w bitwie o Sewastopol i bitwie pod Inkermanem. Od 1859 kapitan, od 1861 dyrektor ds. handlowych Departamentu Ogólnego Ministerstwa Spraw Wewnętrznych. Od 30 sierpnia 1864 generał-major.
W czasie wojny rosyjsko-tureckiej 1877–1878 był szefem sztabu Gwardii Cesarskiej. W latach 1885–1894 był ambasadorem w Berlinie. Po powrocie z Warszawy spędził resztę swojego życia w Jałcie. Był odznaczony Orderem Świętego Andrzeja Apostoła Pierwszego Powołania (1896), Orderem Świętego Aleksandra Newskiego (1882), Orderem Orła Białego (1875), Orderem Świętego Jerzego III i IV klasy, Orderem Świętego Włodzimierza II, III i IV klasy, Orderem Świętej Anny I i III klasy, Orderem Świętego Stanisława I i II klasy, Złotą Szablą „Za Dzielność”.